# Damian Wojtasik
Damian Wojtasik (* 6. August 1990 in Sosnowiec) ist ein ehemaliger polnischer Beachvolleyballspieler.

## Karriere
Wojtasik nahm 2007 mit Marcin Kantor an der Jugend-Weltmeisterschaft in Mysłowice teil und wurde Vierter. 2008 bildete er ein Duo mit Marek Leznicki und spielte in Prag und Stare Jabłonki seine ersten Open-Turniere der FIVB World Tour. Bei der Jugend-WM 2008 in Den Haag kamen Wojtasik/Leznicki auf den dritten Rang. Anschließend belegten sie bei der Junioren-WM in Brighton den 25. Platz. 2009 wurden sie in Griechenland Europameister der U20. Bei der Junioren-WM in Blackpool erreichten sie den neunten Platz. 2010 nahm Wojtasik mit seinem neuen Partner Rafal Szternel in Stare Jabłonki erstmals an einem Grand Slam teil und wurde mit ihm anschließend Sieger bei den polnischen Titelkämpfen. Zur Junioren-WM in Alanya trat er allerdings mit Kantor an und belegte mit ihm den 29. Rang. 2011 schafften Wojtasik/Szternel bei Satellite- und Masters-Turnieren einige Top-Ten-Platzierungen.
2012 bildete Wojtasik ein neues Duo mit Jarosław Lech, das bisher bei zwei Satellite-Turnieren und einem Masters jeweils die Top Ten erreichte. Auf nationaler Ebene gewannen sie 2012 die polnische Meisterschaft. Mit einer Wildcard qualifizierten sich Lech/Wojtasik für die WM 2013 in Stare Jabłonki. Als Gruppendritte schafften sie es in die erste Hauptrunde, scheiterten dort jedoch am spanischen Duo Herrera / Gavira. Eine Saison später stand der gebürtige Schlesier zum dritten Mal in seiner Karriere im Finale der polnischen Landesmeisterschaft, diesmal mit Dominik Witczak. Dies war gleichzeitig das letzte Spiel seiner Laufbahn.

## Persönliches
Der Sportler heiratete die Beachvolleyballspielerin Kinga Kołosińska, die anschließend seinen Nachnamen annahm.